# Patrice Conte
Pour les articles homonymes, voir Conte.
Patrice Conte est un tambourinaire français, enseignant de musique traditionnelle et compositeur de musique pour galoubet-tambourin,  né à Sainte-Maxime le 3 octobre 1955 et mort à Mondragon le 9 octobre 2024.

## Biographie
Originaire de Sainte-Maxime, Patrice Conte rencontre Jean-Marie Carlotti en 1973, et fonde avec lui le groupe Mont-Jòia en 1974.Patrice Conte s'attache alors à « sortir la musique provençale du milieu étroit où elle évolue ».
Ayant obtenu le diplôme d'État de professeur de musiques traditionnelles en 1989, puis le Certificat d'aptitude à l'enseignement des musiques traditionnelles (CA) en 2001, il dirige l'école de musique de Bollène, où il enseigne le galoubet-tambourin, à partir de 2003.

## Production musicale
Il interprète des farandoles, des pastourelles, des contredanse, des Noëls, ou encore des chansons de mariniers, et improvise certaines ornementations qu'il dénomme « chichi-chien ». Les musiques qu'il joue sont parfois considérées comme d'« euphorisantes ». 
Pour Le Figaro ou le magazine allemand Mein Frankreich, il fait partie des principaux tambourinaires contemporains,.

### Descendance
Son fils Valentin est également tambourinaire,,.